# Club de Fútbol Reboceros
Il Club de Fútbol Reboceros, noto in passato come La Piedad o Reboceros de La Piedad è una società calcistica messicana con sede a La Piedad. Milita in Liga Premier - Serie A, la terza divisione del Messico.

## Storia

### Primi anni
Il club nacque nel 1951 dall'unione di Independencia e Libertad, la due più forti squadre locali, e si iscrisse in Segunda División con il nome La Piedad. Alla sua prima stagione riuscì a raggiungere la promozione in Primera División, ma la permanenza nella massima divisione messicana durò una sola stagione, con il club che retrocesse dopo essersi classificato ultimo.
Nei decenni seguente fu una presenza fissa nella seconda divisione messicana, saltando solamente tre campionati: nel 1972-1973 quando decise di non prendere parte alla stagione (giocando dunque in Tercera División e ritornando l'anno seguente) e nei tornei del 1984-1985 e 1993-1994 in quanto retrocesso la stagioni precedente in entrambi i casi.

### Promozione in Primera División e prima scomparsa
Nel 1994-1995 fu uno dei membri fondatori della Primera 'A', nuova seconda divisione del paese che rimpiazzò la vecchia Segunda División (declassata a terzo livello). Nel campionato 2000-2001 riuscì a centrare nuovamente la promozione in Primera División: dopo essere stato sconfitto nella finale di Liguilla dal Gallos Aguascalientes nel girone di andata, sconfisse il Toros Neza nel torneo Verano 2001 per poi avere la meglio proprio sui Gallos nello spareggio promozione ribaltando la sconfitta per 1-0 dell'andata con una vittoria per 4-1 nel match di ritorno.
Ritornato quindi nella massima divisione messicana a quasi 50 anni di distanza dall'ultima volta, disputò un ottimo torneo di clausura terminando al primo posto nel tabellone generale e giungendo ai quarti di finale nella Liguilla dove fu eliminato dall'América. Tuttavia il club fu criticato per tutta la durata della stagione a causa delle infrastrutture ritenute inadeguate per un club di Primera División, pertanto la franchigia fu acquistata dal Querétaro che la ribattezzò Gallos Blancos de Querétaro.
Il La Piedad ripartì dunque dalla Primera 'A' acquistando la franchigia del Tampico Madero, mantenendo nome, logo e colori sociali del club fondato nel 1951. Nel torneo invernale del 2002 giunse in finale dove fu sconfitto dall'Irapuato ai calci di rigore, e prima del torneo di clausura si trasferì a Celaya come prosecuzione del club locale con il nome Cajeteros del Celaya. Il club scomparse per alcune stagioni.
Nella stagione 2004-2005 il Chivas spostò la sua squadra riserve a La Piedad rinominandola Chivas La Piedad. Vi disputò un solo campionato non riuscendo ad ottenere il supporto dei tifosi del club scomparso due stagioni prima e nel luglio 2005 si trasferì nuovamente, questa volta a Tepic.

### Breve ritorno e seconda scomparsa
Nel giugno 2009 il club tornò in vita acquistando la franchigia dei Petroleros Salamanca e spostandola a La Piedad. Quattro anni dopo guadagnò la promozione sul campo dopo aver vinto il torneo di apertura 2012 battendo in finale i Dorados e sconfitto nello spareggio promozione il Toros Neza ai calci di rigore, ma non riuscì a partecipare alla Primera División dell'anno seguente per via di problemi infrastrutturali che avrebbero impedito alla città di La Piedad di ospitare un club di prima divisione. La franchigia fu quindi ceduta al Veracruz, che aveva a sua volta precedentemente ceduto la franchigia all'Atlético San Luis.

### Ripartenza in Liga Premier
La Piedad mantenne comunque possesso della squadra riserve con sede a Silao e militante in Liga de Nuevos Talentos (quarta serie), con il nome Reboceritos de La Piedad. Nel 2013 la spostò a La Piedad rendendola il club principale con il nome Reboceros de La Piedad. Nel giugno 2016 acquistò un posto in Liga Premier de Ascenso cambiando nuovamente nome in Club de Fútbol Reboceros.
Negli anni seguenti rimase nel terzo livello del campionato messicano ottenendo come miglior risultato la finale nel torneo di clausura 2018, dove fu sconfitto per 5-0 dal Loros nel doppio confronto. 

## Cronistoria del nome
- C.F. La Piedad: (1951-2012) Nome originario della squadra
- C.F. Reboceros de La Piedad: (2013-2016) Nome assunto dopo la cessione della franchigia al Veracruz con conseguente ripartenza dalla quarta divisione
- C.F Reboceros: (2016-) Nome assunto dopo la promozione in Liga Premier de Ascenso

## Palmarès

### Competizioni nazionali
- Campionato messicano di seconda divisione: 3

1951-1952, Verano 2001, Apertura 2012
- Campionato messicano di terza divisione: 1

1984-1985
- Playoff seconda divisione

Finalista: 2000-2001, 2012-2013

### Altri risultati
- Campionato messicano di seconda divisione

Finalista: Invierno 2000, Apertura 2002, Apertura 2011
- Campionato messicano di terza divisione

Finalista: Clausura 2018